# Thum Pakhar
Thum Pakhar (nep. थुमपाखर) – gaun wikas samiti w środkowej części Nepalu  w strefie Bagmati w dystrykcie Sindhupalchowk. Według nepalskiego spisu powszechnego z 2001 roku liczył on 932 gospodarstw domowych i 4546 mieszkańców (2357 kobiet i 2189 mężczyzn).